# ネネツ・ハーディング・ライカ
ネネツ・ハーディング・ライカ（英：Nenets Harding Laika）とは、ロシアのネネツ自治管区原産の犬種である。単にネネツ・ドッグ（英：Nenets Dog）、ネネツ（英：Nenets）と呼ばれることもある。

## 歴史
生い立ちはよく分かっていないが、サモエドと親せき関係にある犬種である。ネネツ族によってのみ飼われ、トナカイを管理したり家の番をしたり、ソリを引いたり猟犬としてアザラシなどを狩ったりする万能なライカ犬種である。サモエドももとはサモエド族によってトナカイの管理に使われていたが、2種の待遇はかつて天と地であったと言われている。サモエドはサモエド族に家族として大切に扱われて夜は主人のベッドで寝る事がほとんどであったが、ネネツはその万能な能力を持っているにもかかわらず賤しい家畜として扱われ、夜も玄関までしか入る事を許されていないという。そのため、専ら便利な「作業道具」としてのみ使われていたため、サモエドと違ってFCIには公認されていない犬種である。近年はだいぶ厳しい待遇が改善され、道具ではなく命を持った友として大切に扱われるようになってきている。海外には輸出されていないが、ロシア国内では珍犬種のペットとして珍重されている。

## 特徴
サモエドに外見が似ているが、ネネツは目が大きな丸めのキツネ目である。立ち耳・ふさふさした巻き尾で長いコートは密度が高く、厚い。首周りのタテガミは特に厚く、刈り取ってコートに使っていたこともある。毛色はホワイトの単色の他にタン、ブラウン、グレー、ブラックの単色若しくはそれらの組み合わせのもの。サイズははっきりしないが、サモエドと同じくらいの大きさの大型犬だといわれている。性格は温厚で忠実、我慢強い。寒さにはかなり強いが、暑さにはとても弱いため、日本で飼育するなら室内に扇風機かクーラーを取り付ける必要がある。

## 参考
『デズモンド・モリスの犬種事典』（誠文堂新光社）デズモンド・モリス著書、福山英也、大木卓訳 誠文堂新光社、2007年